# Anna Maria Jopek

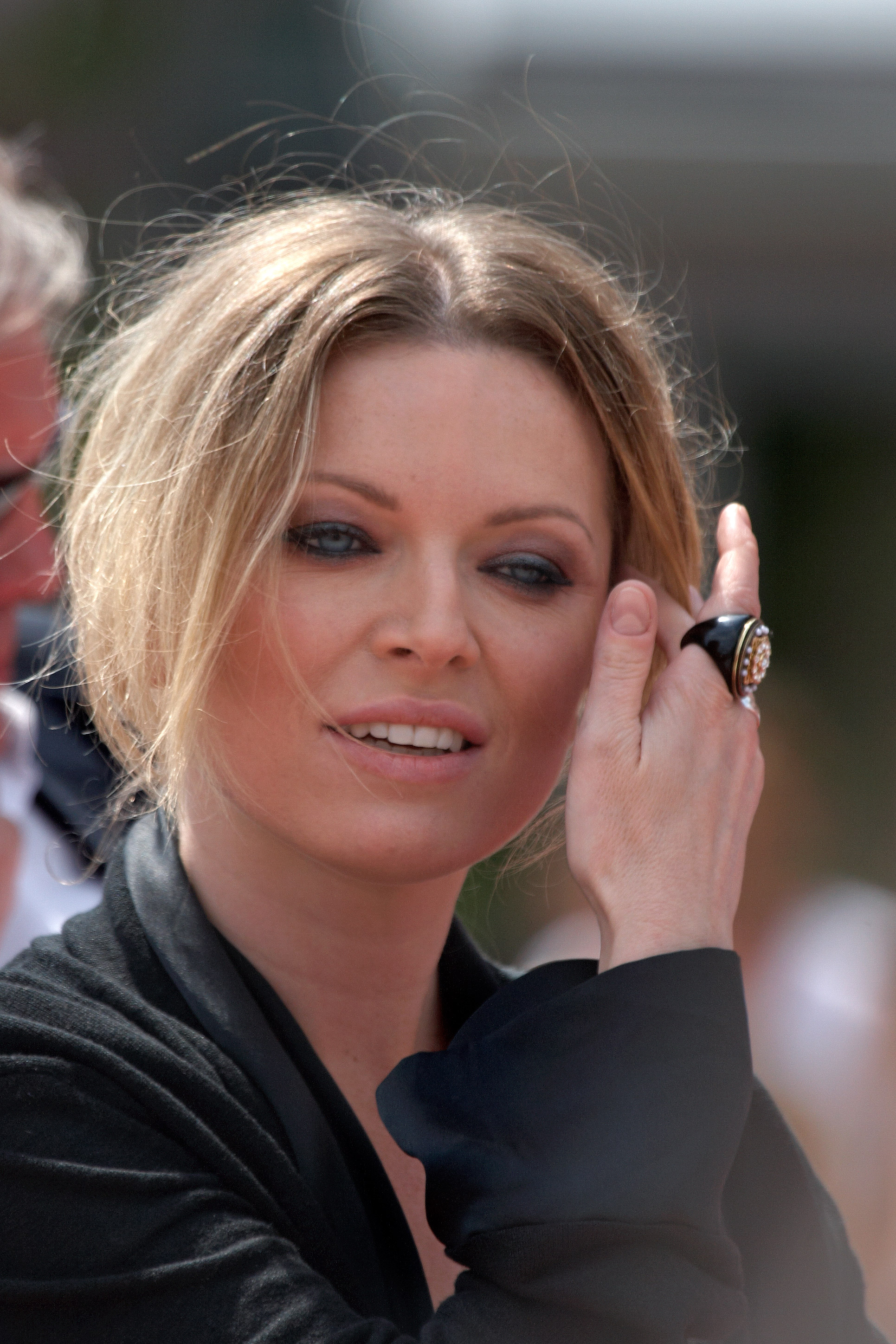
Anna Maria Jopek

Anna Maria Jopek (n. 14 decembrie 1970, Varșovia) este o cântăreață poloneză de jazz și de muzică pop.

## Discografie
| - Ale jestem (1997) - Szeptem (1998) - Jasnosłyszenie (1999) - Dzisiaj z Betleyem (1999) - Bosa (2000) - Barefoot (2002) - Nienasycenie (2002) - Upojenie (+ Pat Metheny) (2002) - Farat (live) (2003) - Secret (2005) - Niebo (2005) - ID (2007) - BMW Jazz Club Volume 1: Jo & Co (live) (2008) - Haiku (2011) - Sobremesa (2011) - Polanna (2011) - Minione (2017) - Czas kobiety (2017) - Ulotne (2018) | - Chwilozofia 32-bitowa (1996) - Ale jestem (1997) - Joszko Broda (1997) - Nie przychodzisz mi do głowy (1997) - Cud niepamięci (1998) - Przed rozstaniem (1998) - Ja wysiadam (1999) - Księżyc jest niemym posłańcem (1999) - Na całej połaci śnieg (+ Jeremi Przybora, 1999) - Nadzieja nam się stanie (1999) - Smutny bóg (2000) - Ślady po Tobie (2000) - Szepty i łzy (2000) - Jeżeli chcesz (2000) - Henry Lee / Tam, gdzie rosną dzikie róże (+ Maciej Maleńczuk, 2001) - Upojenie (2001) - Na dłoni (2002) - O co tyle milczenia (2002) - I pozostanie tajemnicą (2002) - Małe dzieci po to są (2003) - Tam, gdzie nie sięga wzrok (2003) - Mania Mienia (2003) - Możliwe (2004) - Gdy mówią mi (2005) - Niebo (2006) - A gdybyśmy nigdy się nie spotkali (2006) - Teraz i tu (2007) - Zrób, co możesz (2007) - Skłamałabym (2007) - Cisza na skronie, na powieki słońce (2008) - Możliwe (2009) - Sypka Warszawa (2009) |